# Prunus fasciculata
Espèce
Classification phylogénétique
Prunus fasciculata est une espèce de plantes à fleurs de la famille des Rosaceae, originaire des régions désertiques des États-unis.
Il est utilisé comme arbuste ornemental autant pour ses fleurs, blanches, que pour ses fruits. Néanmoins, ces derniers sont impropres à la consommation car toxiques. Les fruits ont été utilisés comme source de nourriture par les Amérindiens.